# Schéma fonctionnel
Le schéma fonctionnel, appelé aussi schéma-bloc, schéma de principe ou en anglais block diagram, est la représentation graphique simplifiée d'un procédé relativement complexe impliquant plusieurs unités ou étapes. Il est composé de blocs connectés par des lignes d'action. Il est utilisé principalement en automatique, en traitement du signal, en génie chimique et en fiabilité.

## En commande de procédé
Bloc
Le bloc, ou élément, est représenté par un rectangle avec l'action de l'élément (par ex. {\displaystyle \operatorname {d} \!/\operatorname {d} \!t}, {\displaystyle G(s)}, {\displaystyle H(s)}…). Il est parfois accompagné d'une description (par ex. dérivateur, intégrateur…) et du symbole du signal d'entrée (ou variable de commande en automatique) et du signal de sortie (ou variable commandée).
Ligne d'action
La ligne d'action représente le cheminement d'un signal. Elle est parfois accompagnée du symbole (par ex. {\displaystyle x}, {\displaystyle u_{1}}…) ou de la description (par ex. tension, position…) du signal.
Comparateur
Le comparateur, ou addition, est souvent représenté avec le signe + (addition) ou - (soustraction).
) est représenté avec un point à l'endroit du branchement.

## En génie chimique
Un schéma bloc décrit un procédé ou une unité de fabrication en utilisant des cadres rectangulaires incluant des données clefs et en indiquant les relations ou les flux reliant les différents cadres.

Exemple de schéma-bloc avec la configuration minimale

Un cadre peut représenter différents types d'installation ou d'étapes:
- procédés
- étape d'un procédé
- opération unitaire
- unité de fabrication
- section d'usine
- équipement

Exemple de schéma-bloc avec informations additionnelles

Les lignes reliant les cadres peuvent représenter des flux massiques ou énergétiques.
Les informations minimales pour un schéma-bloc sont les suivantes :
- dénomination des cadres
- dénomination des flux entrant et sortant des limites du système représenté
- direction des flux entre les différents cadres

D'autres informations peuvent être ajoutées:
- dénomination des flux entre les cadres
- débit massique des flux
- débit énergétique des flux
- caractéristiques opératoires

Le schéma-bloc est d'ordinaire utilisé pour donner un aperçu d'un procédé complexe ou pour effectuer des bilans massiques simples fournissant des indications générales sur la consommation ou la production de produits et d'énergies. Un schéma plus détaillé sera classé dans la catégorie des schémas de procédés.

## En fiabilité
En fiabilité, le schéma fonctionnel permet de représenter les systèmes complexes, c'est-à-dire ayant plusieurs possibilités de défaillance. Dans ce domaine, on utilise souvent le synonyme « bloc-diagramme de fiabilité », y compris dans le texte des normes françaises.
Les blocs peuvent être des fonctions, sous-systèmes ou composants, selon le niveau de détail souhaité ; par simplicité, nous utilisons ici le terme « composant ». Des blocs en parallèle représentent des redondances. C'est donc un outil très utilisé pour l'analyse des systèmes robustes. Le système est considéré comme fonctionnel s'il existe un cheminement du point d'entrée E vers le point de sortie S passant par des blocs en fonctionnement. Si les pannes des composants empêchent le cheminement, alors le système est défaillant.
On peut utiliser les schémas fonctionnels de deux manières :
- analyse qualitative, ou booléenne, qui permet simplement de savoir si le système fonctionne lorsqu'un ou plusieurs composants sont défaillants, et de déterminer la « chaîne critique » (nombre minimal de défaillances mettant tout le système en panne) ;
- analyse quantitative : si l'on connaît les lois de fiabilité de chaque composant, on peut déterminer la loi de fiabilité globale du système.

Hypothèse
Nous supposons que les composants sont indépendants : la défaillance d'un composant n'a pas d'influence sur les autres.
Il s'agit bien sûr d'une hypothèse simplificatrice : dans un circuit électronique, la défaillance d'un composant peut créer une surtension qui en endommagerait d'autres, et en mécanique, le mauvais fonctionnement d'une pièce peut fausser tout le mécanisme.

### Association en série

Schéma fonctionnel de fiabilité, blocs en série (haut). Exemple de circuit électrique d'éclairage (milieu) et de mécanisme de mise en mouvement en translation (bas).

Considérons un système formé de deux composants. Si les blocs sont en série, cela signifie que la défaillance de seulement un des composants suffit à provoquer la défaillance du système entier.
Les composants peuvent être effectivement en série ; par exemple, dans un circuit électrique formé d'une pile (générateur) et d'une ampoule, les éléments sont en série, et les blocs également (il suffit que le générateur ou la lampe soit défaillant pour que le système ne produise pas de lumière).
Mais les composants peuvent aussi être géométriquement en parallèle. Par exemple, un circuit RLC bouchon est en parallèle, mais la défaillance d'un seul composant modifie son fonctionnement, il ne peut donc plus remplir son rôle.
Ou encore, considérons un système mécanique faisant faire un mouvement d'aller-retour en ligne droite. La fonction « effectuer un aller-retour » est décomposé en :
- une fonction « guidage linéaire », réalisé par une glissière ;
- une fonction « actionneur linéaire », réalisé par un vérin ;

les deux pièces peuvent être mises en parallèle, pour autant, la défaillance d'un des deux composants suffit à mettre le système en panne, les blocs sont donc en série.
D'un point de vue qualitatif, l'association en série correspond au et logique. On peut dresser une « table de fonctionnement » (similaire à une table de vérité), un « 1 » indiquant le fonctionnement et un « 0 » une défaillance :
| État de 1 | État de 2 | État de s |
| --------- | --------- | --------- |
| 0         | 0         | 0         |
| 0         | 1         | 0         |
| 1         | 0         | 0         |
| 1         | 1         | 1         |

D'un point de vue quantitatif, si le premier composant a une loi de survie R1(t) et le second une loi R2(t), alors la loi de survie globale du système est :
Rs(t) = R1(t)×R2(t).
Si la fiabilité des composants suit une loi exponentielle (cas typique des composants électroniques) de paramètre respectif λ1 et λ2, alors le système suit une loi exponentielle de paramètre
λs = λ1 + λ2.
Le temps moyen de fonctionnement avant panne (MTTF) vaut :
{\displaystyle \mathrm {MTTF} ={\frac {1}{\lambda _{1}+\lambda _{2}}}}

### Association en parallèle

Schéma fonctionnel de fiabilité : blocs en parallèle.

Dans le cas d'une association parallèle, il faut que les deux composants soient défaillants pour provoquer la défaillance du système. Cela correspond à une redondance des matériels ; ceci est très utilisé dans l'aéronautique (doublement ou multiplication des circuits hydrauliques ou électriques), dans les systèmes d'alarme, dans la sûreté informatique (par exemple redondance des disques durs).
D'un point de vue qualitatif, l'association en parallèle correspond à un ou logique.
| État de 1 | État de 2 | État de s |
| --------- | --------- | --------- |
| 0         | 0         | 0         |
| 0         | 1         | 1         |
| 1         | 0         | 1         |
| 1         | 1         | 1         |

D'un point de vue quantitatif, si le premier composant a une loi de défaillance F1(t) et le second une loi F2(t), alors la loi de survie globale du système est :
Fs(t) = F1(t)×F2(t)
soit, avec les lois de survie :
1 - Rs(t) = (1 - R1(t))×(1 - R2(t))
ou encore
Rs(t) = 1 - (1 - R1(t))×(1 - R2(t)).
Si l'on suppose que les systèmes redondants sont identiques, c'est-à-dire qu'ils ont la même probabilité de défaillance, alors F1 = F2 = F, R1 = R2 = R et
Fs = F2
Rs = 1 - (1 - R)2
Si l'on a n systèmes redondants en parallèle, alors
Fs = Fn
Rs = 1 - (1 - R)n

### Systèmes série et parallèle

Schéma fonctionnel de fiabilité : système série et parallèle.

On peut avoir des systèmes ayant des composants en série et d'autres en parallèle. Par exemple, on a un moteur (repère 1) qui actionne deux pompes (rep. 2 et 3) :
- si le moteur est défaillant, le système s'arrête ;
- si une seule pompe est défaillante, le système peut continuer à fonctionner

Dans l'exemple ci-contre, la table de fonctionnement est :
| État de 1 | État de 2 | État de 3 | État de s |
| --------- | --------- | --------- | --------- |
| 0         | 0         | 0         | 0         |
| 0         | 0         | 1         | 0         |
| 0         | 1         | 0         | 0         |
| 0         | 1         | 1         | 0         |
| 1         | 0         | 0         | 0         |
| 1         | 0         | 1         | 1         |
| 1         | 1         | 0         | 1         |
| 1         | 1         | 1         | 1         |

Pour un calcul quantitatif, la partie en parallèle peut être remplacée par un composant global 2' dont la fiabilité est déterminée comme ci-dessus :
R2' = 1 - (1 - R2)×(1 - R3)
et donc
Rs = R1×R2' = R1×(1 - (1 - R2)×(1 - R3)).

### Systèmes quelconques (non-série et parallèle)
| Schéma fonctionnel de fiabilité pour un système non-série et parallèle, technique de conditionnement sur l'état du composant 3 : - schéma global (haut) ; - on suppose que le composant 3 fonctionne (milieu) ; - on suppose que le composant 3 est défaillant (bas). |

De nombreux systèmes sont plus complexes, et donnent lieu à des diagrammes non-série et parallèle. Considérons par exemple le cas d'une alarme d'incendie, composée de :
- deux capteurs de fumée, repère 1 et 2, situés à deux extrémités d'un couloir traversant un bâtiment ;
- deux avertisseurs, rep. 4 et 5, également aux extrémités ;
- une centrale d'alerte, rep. 3.

En fonctionnement normal, les capteurs envoient le signal à la centrale qui active les deux avertisseurs : un seul détecteur déclenche les deux avertisseurs. Mais en cas de défaillance de la centrale, on prévoit aussi qu'un capteur active directement l'avertisseur le plus proche ; ainsi, la fumée étant mobile, on a au pire un retard dans le déclenchement d'un signal d'alerte. Le système est considéré comme défaillant si aucun avertisseur ne s'active en présence de fumée.
Finalement, le système est défaillant si :
- les deux détecteurs sont défaillants, ou
- les deux avertisseurs sont défaillants,

dans tous les autres cas, il existe un cheminement de l'entrée E à la sortie S.
La table de fonctionnement est fastidieuse à construire (25 = 32 cas).
| État de 1 | État de 2 | État de 3 | État de 4 | État de 5 | État de s |
| --------- | --------- | --------- | --------- | --------- | --------- |
| 0         | 0         | 0         | 0         | 0         | 0         |
| 0         | 0         | 0         | 0         | 1         | 0         |
| …         |           |           |           |           |           |
| 0         | 1         | 1         | 1         | 1         | 1         |
| 1         | 0         | 0         | 0         | 0         | 0         |
| 1         | 0         | 0         | 0         | 1         | 0         |
| 1         | 0         | 0         | 1         | 0         | 1         |
| …         |           |           |           |           |           |
| 1         | 1         | 1         | 1         | 1         | 1         |

Pour faciliter l'analyse quantitative du système, on utilise la technique du conditionnement sur l'état d'un composant :
- cas 1 : on suppose que le composant 3 fonctionne, situation ayant une probabilité de survenir P(3) : la probabilité de fonctionnement du système est la probabilité conditionnelle P(s|3) ;
- cas 2 : on suppose que le composant 3 est défaillant, situation ayant une probabilité de survenir P(3) = 1 - P(3) : la probabilité de fonctionnement du système est la probabilité conditionnelle P(s|3) ;

on a alors
P(s) = P(3)×P(s|3) + (1 - P(3))×P(s|3).
Dans le cas 1, on a deux circuits en parallèle 1' = {1 ; 2} et 2' = {3 ; 4} qui sont en série, soit
P(1') = P(1∪2) = 1 - (1 - P(1))×(1 - P(2))
P(2') = P(4∪5) = 1 - (1 - P(4))×(1 - P(5))
P(s|3) = P(1')×P(2')
Dans le cas deux, on a deux circuits série 1" = {1 ; 4} et 2" = {2 ; 5} qui sont en parallèle, soit
P(1") = P(1∩4) = P(1)×P(4)
P(2") = P(2∩5) = P(2)×P(5)
P(s|3) = 1 - (1 - P(1"))×(1 - P(5"))